# 角田藤三郎

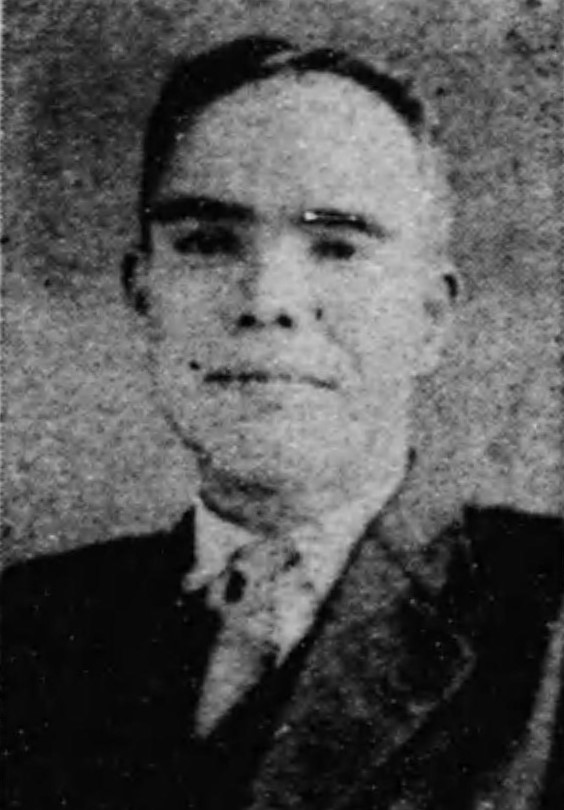
角田藤三郎

角田 藤三郎（すみだ とうざぶろう、1897年（明治30年）5月1日 - 1951年（昭和26年）1月5日）は、昭和期の労働運動家、政治家。衆議院議員。

## 経歴
福岡県出身。
労働運動に加わり、西部交通労働同盟執行委員、大阪市電従業員組合執行委員、同顧問、日本交通労働同盟関西支部顧問、佐賀炭杭従業員組合長などに在任。その他、吉田広告社社員、納富鉄工所支配人、佐賀兵器 (株) 庶務課長兼勤労課長、日本放送協会役員、浜産業 (株) 顧問なども務めた。
1947年4月、第23回衆議院議員総選挙に佐賀県全県区から日本社会党公認で出馬して当選し、衆議院議員に1期在任した。社会党佐賀県支部連合会顧問などを務めた。1949年（昭和24年）1月の第24回総選挙に立候補したが落選した。